# قطعة حافة المرحاض

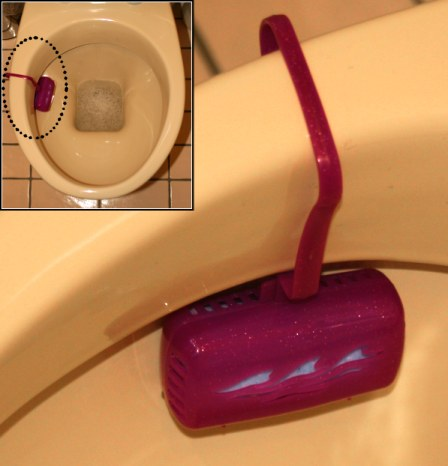
صورة مقربة لقطعة حافة المرحاض في حاملها

قطعة حافة المرحاض هي مادة على شكل كتلة تستخدم في المراحيض التي يتم تدفق المياه منها، والتي تذوب ببطء في الماء. تأتي المادة عادةً في حامل صغير يتم تثبيته فوق حافة المرحاض ويتدلى داخل المرحاض، بحيث عندما يتم سحب المرحاض، يمر الماء عبر الحامل فيتلامس مع المادة. أما في "الحواف السائلة"، فيتم الاحتفاظ بالسائل في زجاجة صغيرة فوق الحامل ومتصلة به والذي ينطلق ببطء إلى الجزء السفلي من الحامل (الذي يقع أسفل حافة المرحاض)، وبالتالي يتلامس مع الماء عند سحب المرحاض.
مع ذلك، فإن المادة تأتي فضفاضة أيضًا، لوضعها مباشرة في الخزان (وبالتالي يمكن استخدامها مع المراحيض القرفصاء التي تفتقر إلى نفس نوع الحافة)، على الرغم من أن هذه تميل إلى أن تكون مختلفة قليلاً في التركيب، بحيث تذوب بشكل أبطأ، بسبب الاتصال المستمر مع الماء. قد تحتوي أيضًا على مادة ملونة (عادةً زرقاء أو خضراء) تظهر في الماء الموجود في المرحاض.

## التكوين والعمل
يتم تسويق قطعة حافة المرحاض كمطهرات ومزيلات للروائح، بينما يُزعم أيضًا أنها تساعد في منع تراكم الترسبات الكلسية في وعاء المرحاض. يمكن أن يختلف تكوين المادة الموضوعة المراحيض، ولكنها قد تحتوي (من بين مكونات أخرى): البوراكس (أحد مكونات العديد من المنظفات)، هيدروكسي إيثيل السليلوز ( عامل التبلور )، تروكلوسين الصوديوم (مطهر)، دوديسيل بنزين سلفونات الصوديوم (مادة فعالة بالسطح )، بيركربونات الصوديوم وهو شكل من أشكال مبيض الأكسجين، كربونات الصوديوم أو ما يعرف بصودا الغسيل، وعطور مختلفة مثل الليمونين، بوتيل فينيل ميثيل بروبيونال، ولينالول.
كما هو الحال في كتل مزيل الروائح البولية ذات الصلة الوثيقة، فإن بعض المكونات لها تأثيرات مزعجة عند وضعها على الجلد أو العينين أو عند بلعها. تم تصنيف سميتها البيئية على أنها ضارة بالكائنات المائية وقد يكون لهذه المواد الكيميائية آثار ضارة طويلة المدى على البيئة المائية.